# Alexander Narruhn

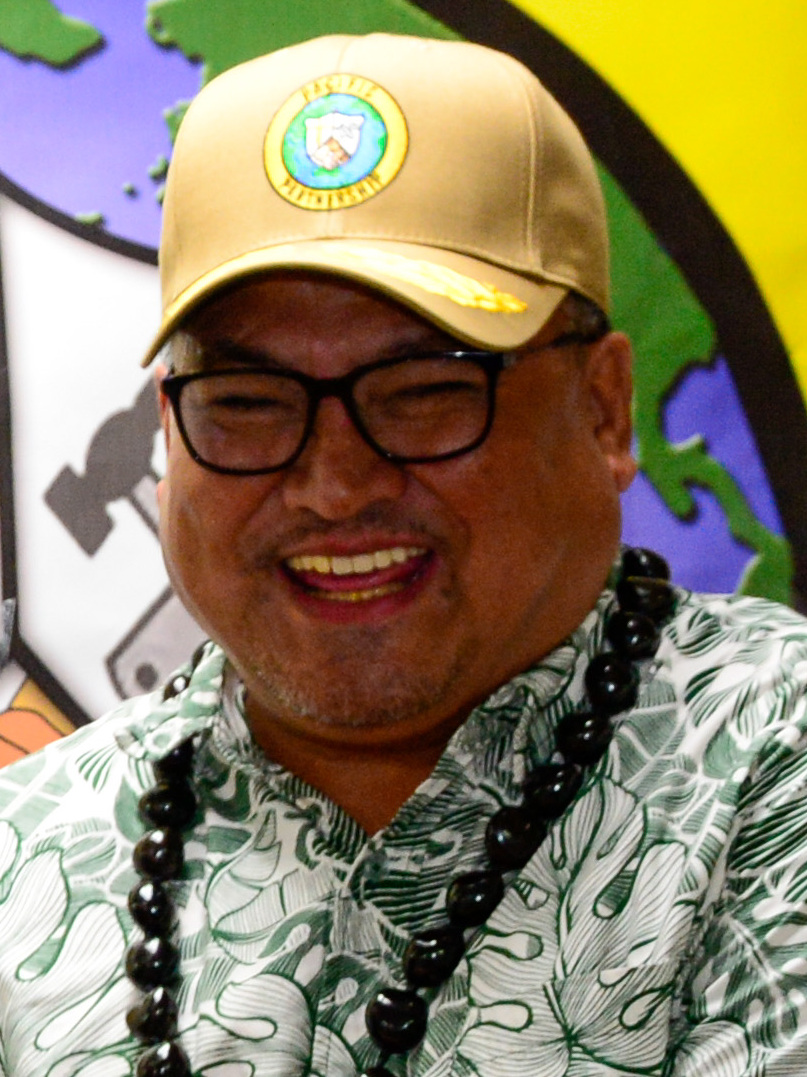
Alexander Narruhn en 2024.

Alexander R. Narruhn (nacido en 1966) es el actual gobernador del estado de Chuuk, Micronesia, desde el 13 de abril de 2021, y paralegal diplomado por la American Bar Association.
Narruhn se graduó en el instituto Xavier y obtuvo una Bachelor of Arts en Administración de Empresas y un máster en Gestión por la Universidad Nacional de San Diego. En 2008 fue nombrado Secretario de la FSM Petroleum Corporation.
En marzo de 2021 ganó las elecciones a gobernador y juró su cargo el 13 de abril. El 19 de abril se reunió con el presidente David Panuelo.